# Acido spaglumico
L'acido spaglumico è un farmaco ad attività antiallergica, dovuta soprattutto all'inibizione della degranulazione mastocitaria.
Dopo applicazione locale, le concentrazioni congiuntivali massime si raggiungono entro 30 minuti e diminuiscono lentamente nel corso delle otto ore successive. Le concentrazioni del farmaco nella cornea e nell'umore acqueo sono circa 10 volte inferiori a quelle evidenziate nella congiuntiva.
Viene utilizzato per via topica, sotto forma di sale di magnesio o di sodio, come collirio, negli stati allergici a livello oculare quali congiuntivite allergica acuta e cronica.
Tra gli effetti collaterali, si registrano, occasionalmente, lieve irritazione in sede di applicazione.